# Microcerberus monodi
Microcerberus monodi is een pissebed uit de familie Microcerberidae. De wetenschappelijke naam van de soort is voor het eerst geldig gepubliceerd in 1957 door Delamare-Deboutteville & Chappuis.